# Enrico Letta
Enrico Letta (uttal: [enˌriːko ˈlɛtːa]), född 20 augusti 1966 i Pisa, är en italiensk politiker. Han var Italiens premiärminister från den 28 april 2013 till den 22 februari 2014. Han är vice ordförande för det Demokratiska partiet och representerar valkretsen Marche i Deputeradekammaren. Han tjänstgjorde som EU-minister under perioden 1998 till 1999 och som industriminister mellan 1999 och 2001. Han tjänstgjorde även som undersekreterare i ministerrådet mellan 2006 och 2008.

## Biografi
Enrico Letta föddes i Pisa, en stad i Toscana i mellersta Italien. Hans far Giorgio var professor i sannolikhet vid Universitetet i Pisa och hans farbror Gianni Letta är en av Silvio Berlusconis rådgivare.
Han tillbringade delar av sin uppväxt i Strasbourg där han gick i skolan. Han tog examen i statsvetenskap vid Universitetet i Pisa och Sant'Anna School of Advanced Studies. Han är gift med journalisten Gianna Fregonara och har tre barn.

## Politisk karriär
Som ung ledamot för Democrazia Cristiana (DC) var han ordförande för Europeiska folkpartiets ungdomsförbund (YEPP) mellan 1991 och 1995. Efter att han gått med i Partito Popolare Italiano år 1994, blev han partiets biträdande sekreterare 1997 samt, vid 32 års ålder, blev han utsedd till minister i Regeringen D'Alema år 1998. Han valdes in i Deputeradekammaren efter parlamentsvalet 2001 för partiet Prästkragen (DL). Mellan 2001 och 2004, hade Letta ansvaret för de för den nationella ekonomin i sitt parti.
Mellan 2004 och 2006 var han ledamot av Europaparlamentet för den nordöstra regionen. I parlamentet tillhörde han gruppen Alliansen liberaler och demokrater för Europa (ALDE) och satt i utskottet för ekonomi och valutafrågor.
År 2006 utsågs han till undersekreterare i ministerrådet i Romano Prodis andra regering, en befattning som ungefär motsvarar en svensk statssekreterare i Statsrådsberedningen. Hans efterträdde sin farbror Gianni Letta som haft samma ämbete i Silvio Berlusconis regering.
Som en av grundarna av det Demokratiska partiet (PD), kom han på tredje plats med 11% av röstererna i valet av partiordförande 2007.
Den 8 maj 2008 återvände hans farbror Gianni Letta till posten som undersekreterare i ministerrådet, efter att Romano Prodis regering avgått och Silvio Berlusconi åter blivit premiärminister. Letta valdes återigen in i Deputeradekammaren, den här gången för det Demokratiska partiet. Bland de viktigaste lagförslagen som lades fram under mandatperioden 2008–2013 var avskaffandet av livräntan för parlamentariker.
Under partiets partiledarval 2009 stödde han vinnaren Pier Luigi Bersani och den 7 november 2009 valdes han till vice ordförande för det Demokratiska partiet.

## Premiärminister
I parlamentsvalet 2013 kandiderade Letta till Deputeradekammaren som ledamot för det Demokratiska partiets lista i valkretsen Marche och Campania II. Partiet vann en majoritet av mandaten i deputeradekammaren men saknade majoritet i senaten. Att ha majoritet för sin politik i bägge kamrarna är nödvändigt eftersom dessa båda har lika mycket beslutandemakt. 
Partiledaren för Demokratiska partiet, Pier Luigi Bersani, fick i uppdrag av president Giorgio Napolitano att bilda en regering den 22 mars, vilket han misslyckades med på grund av motsättningar mellan parlamentets partier. 
Efter ett kaotiskt presidentval i parlamentet den 19 april vilket resulterade i att Demokratiska partiets egen kandidat till presidentposten, förre premiärministern och EU-kommissionären Romano Prodi, inte fått tillräckligt med röster från de egna parlamentsledamöterna, meddelade Pier Luigi Bersani sin avgång . Eftersom de politiska blocken inte kunde enas om någon ny kandidat bad man istället den sittande presidenten Giorgio Napolitano att ställa upp för omval, vilket denne accepterade. 
Efter Pier Luigi Bersanis avgång fick i stället Letta den 24 april 2013 i uppdrag av president Giorgio Napolitano att bilda en ny regering, efter flera veckor av politiskt dödläge. Den 28 april meddelade Letta att han lyckats bilda en samlingsregering bestående av representanter från det Demokratiska partiet, Frihetens folk, Agenda Monti per l'Italia samt oberoende politiker. Regering med Letta som premiärminister svors in den 29 april 2013.

## Kontroverser
I januari 2012 hamnade Luigi Lusi, tidigare kassör i Prästkragen, i registret över personer som misstänks för stöld. Enligt åklagaren av Rom, skulle stora summor av pengar förskingrats från partiets kassa. Lusi påstod att delar av dessa pengar hade gått till flera medlemmar i partiet, däribland Enrico Letta. 